# Trichocera tetonensis
Trichocera tetonensis är en tvåvingeart som beskrevs av Alexander 1945. Trichocera tetonensis ingår i släktet Trichocera och familjen vintermyggor. Inga underarter finns listade i Catalogue of Life.